# Vajebah Sakor
Vajebah Kaliefah Sakor (Monrovia, 14 april 1996) is een Noors-Liberiaans voetballer die bij voorkeur als middenvelder speelt.

## Carrière
Hoewel hij in Liberia geboren is, woont Vajebah Sakor al bijna zijn hele leven in Noorwegen. Hij kwam  uit voor verschillende Noorse vertegenwoordigende jeugdelftallen. Sakor speelde tot 2013 bij Asker Fotball, dat hem tussentijds aan Rosenborg BK uitleende. In 2013 werd hij gekocht door Juventus, waar hij in de jeugd speelde. In het seizoen 2015/16 werd hij verhuurd aan KVC Westerlo, waar hij niet aan spelen toekwam. De eerste helft van het seizoen 2016/17 werd hij verhuurd aan Vålerenga IF, de tweede helft van het seizoen aan Willem II. Hij speelde één wedstrijd voor Willem II, een invalbeurt in de 88e minuut in de met 0-2 gewonnen uitwedstrijd tegen Excelsior op 25 februari 2017. De tweede helft van 2017 werd hij verhuurd aan het Zweedse IFK Göteborg, wat hem in de winter van 2018 definitief overnam. In de winterstop van 2019 vertrok hij naar het Griekse OFI Kreta.

### Statistieken
| Seizoen                     | Club           | Competitie     | Competitie | Competitie | Beker | Beker | Totaal | Totaal |
| Seizoen                     | Club           | Competitie     | Wed.       | Dlp.       | Wed.  | Dlp.  | Wed.   | Dlp.   |
| --------------------------- | -------------- | -------------- | ---------- | ---------- | ----- | ----- | ------ | ------ |
| 2011                        | Asker Fotball  | 1. divisjon    | 6          | 0          | 0     | 0     | 6      | 0      |
| 2012                        | Asker Fotball  | 2. Divisjon    | 20         | 2          | 3     | 1     | 23     | 3      |
| 2015/16                     | Juventus       | Serie A        | —          | —          | —     | —     | 0      | 0      |
| 2015/16                     | → KVC Westerlo | Eerste klasse  | 0          | 0          | 0     | 0     | 0      | 0      |
| 2016                        | → Vålerenga IF | Tippeligaen    | 21         | 1          | 5     | 2     | 26     | 3      |
| 2016/17                     | → Willem II    | Eredivisie     | 1          | 0          | 0     | 0     | 1      | 0      |
| 2017                        | → IFK Göteborg | Allsvenskan    | 12         | 2          | 0     | 0     | 12     | 2      |
| 2018                        | IFK Göteborg   | Allsvenskan    | 23         | 3          | 2     | 0     | 25     | 3      |
| 2018/19                     | OFI Kreta      | Super League   | 9          | 1          | 0     | 0     | 9      | 1      |
| 2019/20                     | OFI Kreta      | Super League   | 19         | 2          | 2     | 0     | 21     | 2      |
| 2020/21                     | OFI Kreta      | Super League   | 17         | 1          | 0     | 0     | 17     | 1      |
| Carrièretotaal              | Carrièretotaal | Carrièretotaal | 132        | 13         | 12    | 3     | 144    | 16     |
| Bijgewerkt op 16 juli 2021. |                |                |            |            |       |       |        |        |